# Toms River
Toms River è un comune degli Stati Uniti d'America, capoluogo della Contea di Ocean, nello Stato del New Jersey. Si è chiamato Dover (Dover Township) fino al 14 novembre 2006, da quando è stato rinominato a seguito di una votazione tenutasi il 7 novembre tra tutta la cittadinanza, con il 60% delle preferenze. Toms River è stato fino a quella data solo il nome del census-designated place, di circa 8 000 abitanti, che è il centro principale della township, nonché la località capoluogo della contea.
Altri CDP interni alla township sono Dover Beaches North e Dover Beaches South.
È il centro del New Jersey con la maggiore percentuale di italo americani, il 29% nel 2017.